# Moncheaux-lès-Frévent
Moncheaux-lès-Frévent is een gemeente in het Franse departement Pas-de-Calais (regio Hauts-de-France) en telt 112 inwoners (1999). De plaats maakt deel uit van het arrondissement Arras.

## Geografie
De oppervlakte van Moncheaux-lès-Frévent bedraagt 3,9 km², de bevolkingsdichtheid is 28,7 inwoners per km².
De onderstaande kaart toont de ligging van Moncheaux-lès-Frévent met de belangrijkste infrastructuur en aangrenzende gemeenten.

## Demografie
Onderstaande figuur toont het verloop van het inwonertal (bron: INSEE-tellingen).

1. ↑  Populations de référence 2022.